# Salonina
Julia Cornelia Salonina Crysogone (?-268) was Romeins keizerin (254-268) en echtgenote van keizer Gallienus.
Behalve de enorme hoeveelheid munten met naam, titel en portret die van haar zijn gevonden, weet men eigenlijk bitter weinig van haar. Zij was van Griekse of in ieder geval Griekstalige oorsprong. Zij trouwde met Gallienus rond 240 en haar werd behalve de gebruikelijke titel Augusta (verhevene, keizerin) ook de titel mater castrorum ("moeder der legerkampen") toegekend. Op sommige "provinciale" munten wordt ze Crysogone genoemd, Grieks voor "voortgebracht door goud".
Zij kreeg drie kinderen: Valerianus II, Saloninus en Egnatius Marinianus, hoewel het bestaan van de laatste wordt betwist. Salonina werd samen met haar man rond september 268 in Milaan vermoord door Claudius II 'Gothicus'.